# لافينيا فونتانا
لافينيا فونتانا (بالإيطالية: Lavinia Fontana)‏ (24 أغسطس 1552—11 أغسطس 1614) رسامة إيطالية. وهي من مواليد بولونيا إيطاليا وابنة الرسام بروسبيرو فونتانا.